# Belambo (Ambatolampy)
Pour les articles homonymes, voir Belambo.
Belambo est une commune urbaine malgache, située dans la partie sud-est de la région de Vakinankaratra.